# Biskopsvalet i Visby stift 2022

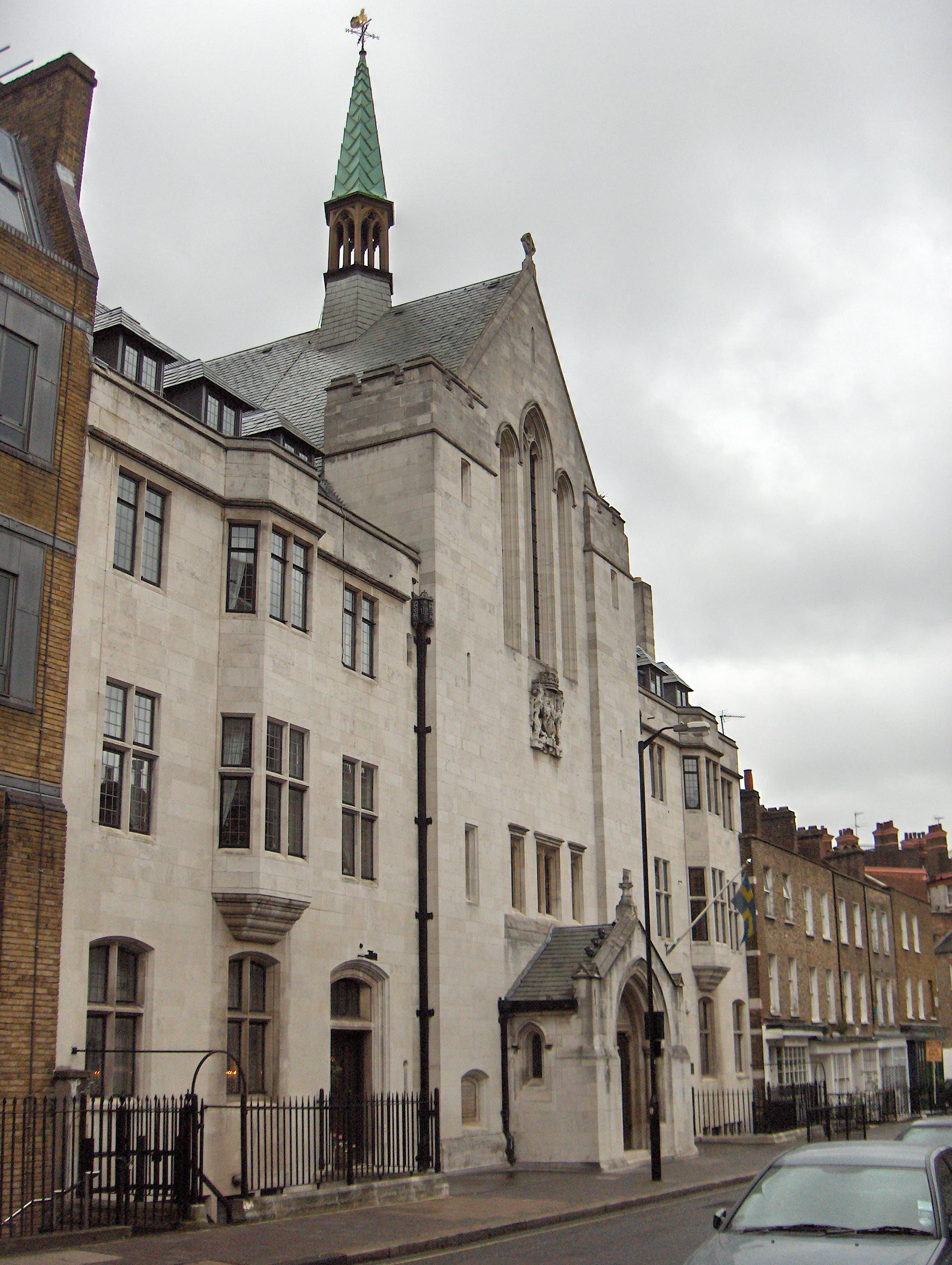
Ulrika Eleonora svenska församling i London är en av församlingarna vars präster och elektorer är röstberättigade i biskopsval i Visby stift.

Biskopsvalet i Visby stift 2022 var ett val av biskopen för Visby stift inom Svenska kyrkan. Valet vanns av Erik Eckerdal, efter nomineringsval och två valomgångar. Eckerdal  biskopvigdes av ärkebiskop Martin Modéus vid en gudstjänst i Uppsala domkyrka den 15 januari 2023, och tillträdde samtidigt ämbetet.

## Bakgrund
Enligt kyrkoordningen ska Svenska kyrkan vara indelad i stift, som leds av en biskop. Stiften utgör ett pastoralt område och ska främja och ha tillsyn över församlingarna. Till Visby stift hör även Svenska kyrkan i utlandet.
Biskopen ansvarar för ledning och tillsyn i stiftet, för att evangelium förkunnas rent och klart och att sakramenten förvaltas enligt kyrkans bekännelse och ordning. Biskopen viger präster och diakoner; han eller hon visiterar också stiftets församlingar. Biskopen är ordförande i stiftsstyrelsen och domkapitlet, samt ledamot i biskopsmötet och Rådet för Svenska kyrkan i utlandet. Biskopssäte är Visby, och domkyrka är Visby Sankta Maria domkyrka.
I biskopsvalet i Visby stift 2018 valdes Thomas Petersson till ny biskop av Visby stift. Han biskopvigdes och tillträdde ämbetet den 3 juni samma år.
Den 1 februari 2022 beslutade Svenska kyrkans ansvarsnämnd för biskopar att förklara Petersson obehörig att utöva Svenska kyrkans vigningstjänst. Beslutet innebar att Petersson inte längre fick utöva uppdrag som biskop, präst eller diakon i Svenska kyrkan, med anledning av att han brutit mot de löften han avlagt vid sin biskopsvigning och skadat det anseende en biskop bör ha. Med anledning av detta beslutade stiftsstyrelsen den 21 mars 2022 om en tidsplan för biskopsval i Visby stift.

## Valprocessen
Enligt Kyrkoordning för Svenska kyrkan ska biskopar utses genom val i stiftet. Valet ska föregås av ett nomineringsval, samt behörighetsprövning av de nominerade. Det är stiftsstyrelsen som ansvarar för genomförandet av nomineringsval och val, medan Svenska kyrkans ansvarsnämnd för biskopar svarar för behörighetsprövningen.
Röstberättigade i val till biskop är normalt
- de präster och diakoner som är anställda tills vidare eller minst sex månader i stiftet, dess församlingar eller pastorat,
- ett lika stort antal elektorer från församlingarna i stiftet, samt
- domkapitlets och stiftsstyrelsens ledamöter.[13]

Med anledning av att biskopen i Visby stift även ansvarar för utlandsförsamlingarna har även de präster och diakoner som är anställda tills vidare eller minst sex månader som präster eller diakoner för utlandsförsamlingarna och ett lika stort antal elektorer från utlandsförsamlingarna rösträtt i valet.
Stiftsstyrelsen i Visby stift fastställde den slutgiltiga röstlängden den 23 maj 2022. Totalt hade cirka 140 personer rösträtt i valet, varav hälften är elektorer.
Vid ett särskilt pläderingsmöte den 31 maj 2022 kunde de röstberättigade föreslå personer till ämbetet, och sedan argumentera för sitt förslag. Mötet genomfördes digitalt, för att underlätta för de röstberättigade som befann sig i utlandet. Mötet utgjorde en förberedelse inför biskopsvalet, men den formella nomineringen skedde först vid nomineringsvalet.
På mötet nominerades följande personer, i bokstavsordning per efternamn:
| Namn                  | Nuvarande befattning                               |
| --------------------- | -------------------------------------------------- |
| Magnus Aasa           | kyrkoherde i Svenska kyrkan i Schweiz              |
| Jonas Lindberg        | församlingsherde i Uppsala domkyrkoförsamling      |
| Ulf Lindgren          | domkyrkokaplan i Stockholm                         |
| Erik Stenberg Roos    | präst och verkställande direktör för Åh stiftsgård |
| Jakob Tronêt          | kyrkoherde i Sigtuna                               |
| Carin Åblad Lundström | kyrkoherde i Lagunda församling                    |
| Lars Åstrand          | biträdande kyrkoherde i Uppsala pastorat           |
| Referenser:           |                                                    |

### Nomineringsvalet
Den 22 juni 2022 genomfördes nomineringsval. Utöver de nomineringar som lyfts fram vid pläderingsmötet tidigare under våren hade ytterligare två namn tillkomit, nämligen Erik Eckerdal, präst och direktor vid Samariterhemmet i Uppsala samt Michael Persson, före detta kyrkoherde i Västermalms församling och Ulrika Eleonora svenska församling i London.
De röstberättigade på Gotland röstade i Visby, medan präster, diakoner och elektorer från utlandsförsamlingarna hade möjlighet att rösta brevledes. Totalt avlades 105 giltiga röster. Valresultatet utföll som följer:
| Namn                                                         | Antal röster | Andel röster |
| ------------------------------------------------------------ | ------------ | ------------ |
| Kvalificerade för att gå vidare till behörighetsprövning:    |              |              |
| Jakob Tronêt                                                 | 34           | 32,4 %       |
| Carin Åblad Lundström                                        | 21           | 20,0 %       |
| Ulf Lindgren                                                 | 16           | 15,2 %       |
| Erik Eckerdal                                                | 15           | 14,3 %       |
| Jonas Lindberg                                               | 8            | 7,6 %        |
| Ej kvalificerade för att gå vidare till behörighetsprövning: |              |              |
| Erik Stenberg Roos                                           | 4            | 3,8 %        |
| Lars Åstrand                                                 | 4            | 3,8 %        |
| Magnus Aasa                                                  | 2            | 2,0 %        |
| Michael Persson                                              | 1            | 1,0 %        |
| Referenser:                                                  |              |              |

### Behörighetsprövning
Svenska kyrkans ansvarsnämnd för biskopar ska pröva behörigheten att biskopvigas hos samtliga kandidater som fått minst 5 % av rösterna i nomineringsvalet, och som inte redan tjänstgör som biskop. Prövningen avser att den nominerade är döpt och konfirmerad, tillhör Svenska kyrkan och har förklarat sig beredd att tjänstgöra tillsammans med kyrkans alla andra vigda ämbetsinnehavare, oavsett deras kön.
Ansvarsnämnden beslutade att samtliga fem kandidater som kvalificerat sig för behörighetprövning var behöriga att väljas i valet av biskop i Visby stift.[källa behövs]

### Hearing med biskopskandidaterna

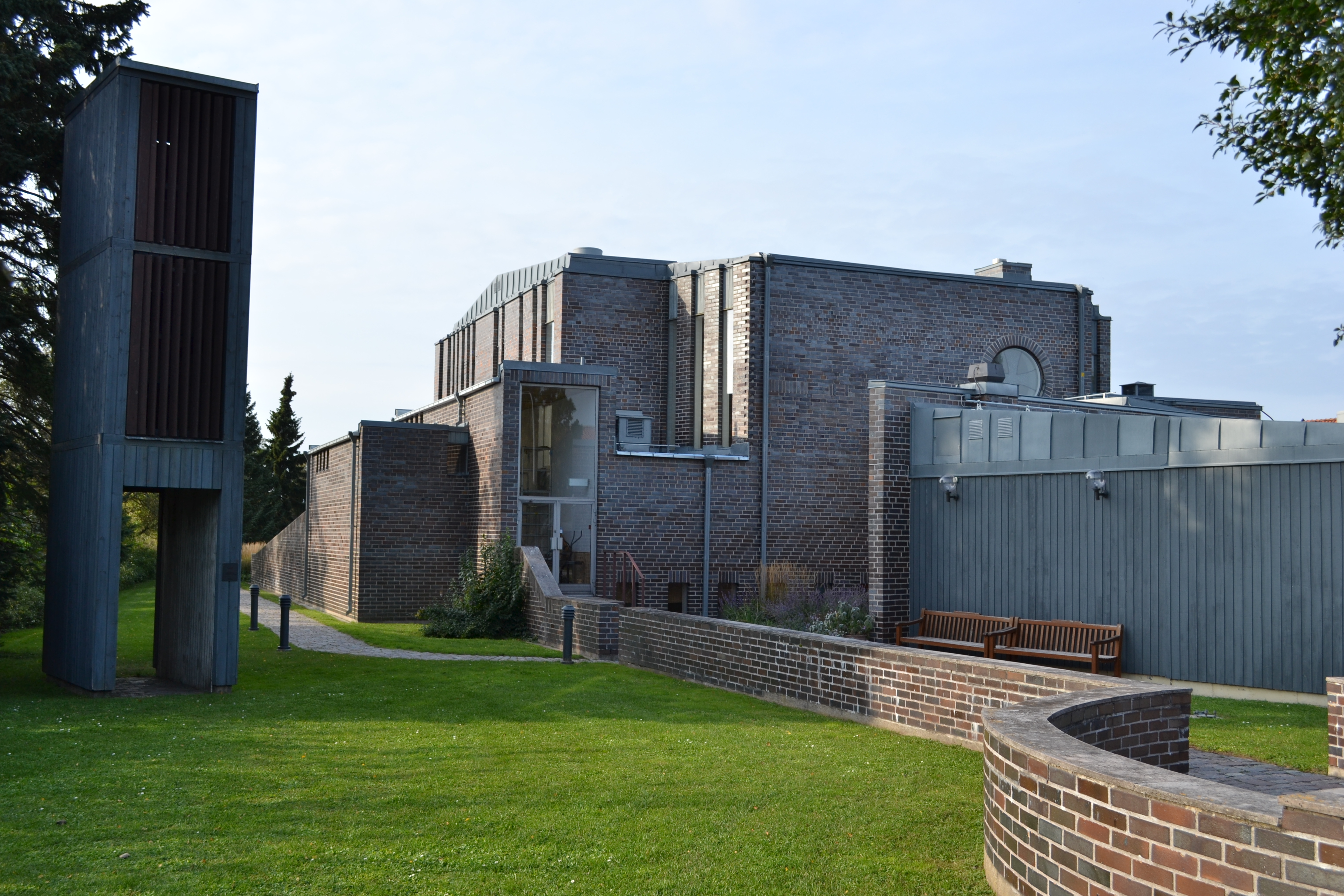
En hearing med kandidaterna genomfördes i Visborgskyrkan i Visby.

Den 27 augusti genomfördes en hearing med de fem kandidaterna i Visborgskyrkan. Under hearingen fick var och en av kandidaterna presentera sig, innan de frågades ut under en offentlig intervju. Hearingen webbsändes för att samtliga röstberättigade skulle kunna delta.

### Första valomgången
En första valomgång genomfördes den 19 september 2022, där 120 av de röstberättigade deltog. Valresultatet utföll som följer:
| Namn                  | Antal röster | Andel röster |
| --------------------- | ------------ | ------------ |
| Erik Eckerdal         | 58           | 48,3 %       |
| Jakob Tronêt          | 27           | 22,5 %       |
| Ulf Lindgren          | 15           | 12,5 %       |
| Carin Åblad Lundström | 13           | 10,8 %       |
| Jonas Lindberg        | 7            | 5,8 %        |
| Referenser:           |              |              |

Då ingen av kandidaterna fått över 50 % av de giltiga rösterna konstaterades att en andra valomgång mellan de två kandidater som fått flest röster i den första valomgången ska genomföras.

### Andra valomgången
En andra valomgång mellan de två kandidater som fått flest röster i den första valomgången genomfördes den 10 oktober 2022. I denna valomgång avlades 117 giltiga röster. Valresultatet utföll som följer:
| Namn          | Antal röster | Andel röster |
| ------------- | ------------ | ------------ |
| Erik Eckerdal | 89           | 76 %         |
| Jakob Tronêt  | 28           | 24 %         |
| Referenser:   |              |              |

Då Eckerdal fått det högsta antalet röster förklarades han vald till biskop av Visby stift.

## Tillträde som ny biskop
Erik Eckerdal biskopvigdes av ärkebiskop Martin Modéus vid en gudstjänst i Uppsala domkyrka den 15 januari 2023, och tillträdde samtidigt ämbetet. Han är Visby stifts 20:e biskop sedan stiftet bildades 1572.
Eckerdal mottogs ny biskop i Visby domkyrka vid en gudstjänst den 21 januari 2023.
Eckerdal har ingått i nomineringsgruppen Partipolitiskt obundna i Svenska kyrkan, POSK. Med anledning av att han valts till biskop lämnade han nomeringsgruppen och de uppdrag han haft för den.